# Ejército Nacional de Uruguay
El Ejército Nacional de la República Oriental del Uruguay constituye junto a la Armada Nacional y la Fuerza Aérea, las Fuerzas Armadas de Uruguay. Está organizada, equipada, instruida y entrenada para planificar, preparar, ejecutar y conducir los actos militares que imponga la Defensa Nacional en el ámbito terrestre, solo o en cooperación con los demás componentes de las Fuerzas Armadas. Su misión fundamental consiste en contribuir a dar la seguridad nacional exterior e interior, dentro del marco de la misión de las Fuerzas Armadas, desarrollando su capacidad en función de las exigencias previstas.
Dando cumplimiento a ello, la visión del Ejército Nacional es constituir una fuerza operativa sustentable y eficiente, permanentemente organizada, equipada, instruida, entrenada, educada y motivada profesionalmente, acorde a las necesidades y posibilidades del país, que sea valorizada en su rol dentro de la sociedad, de manera de ser merecedora de su confianza y consideración, que deberá estar en condiciones de adaptarse a las distintas misiones que se derivan de los escenarios actuales y futuros, sin que ello signifique la pérdida de su aptitud para el cumplimiento de su misión fundamental, dotada de capacidades operacionales que contribuyan militarmente a la defensa de los intereses nacionales dentro y fuera del territorio nacional, en el marco del estricto respeto por la Constitución de Uruguay y la Ley. Ello también incluye modernizarse, acorde a los lineamientos aceptados y aprobados, por la conducción política del Estado.

## Organización

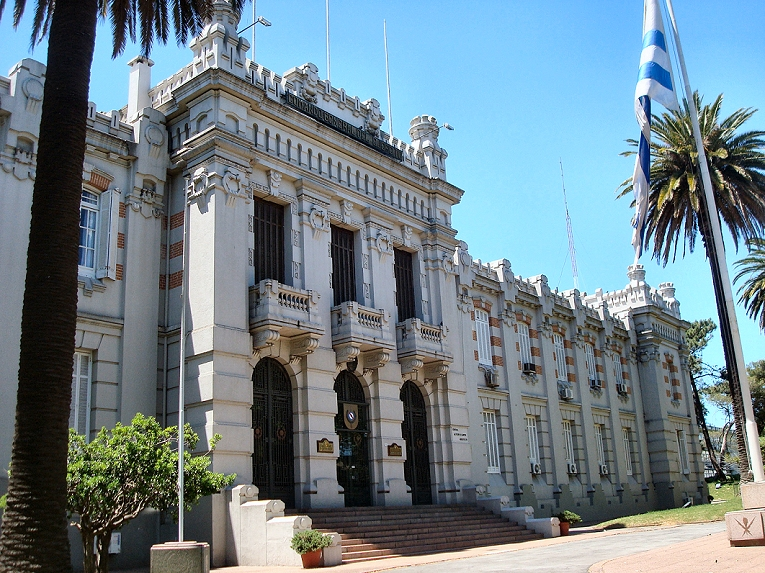
Comando General del Ejército

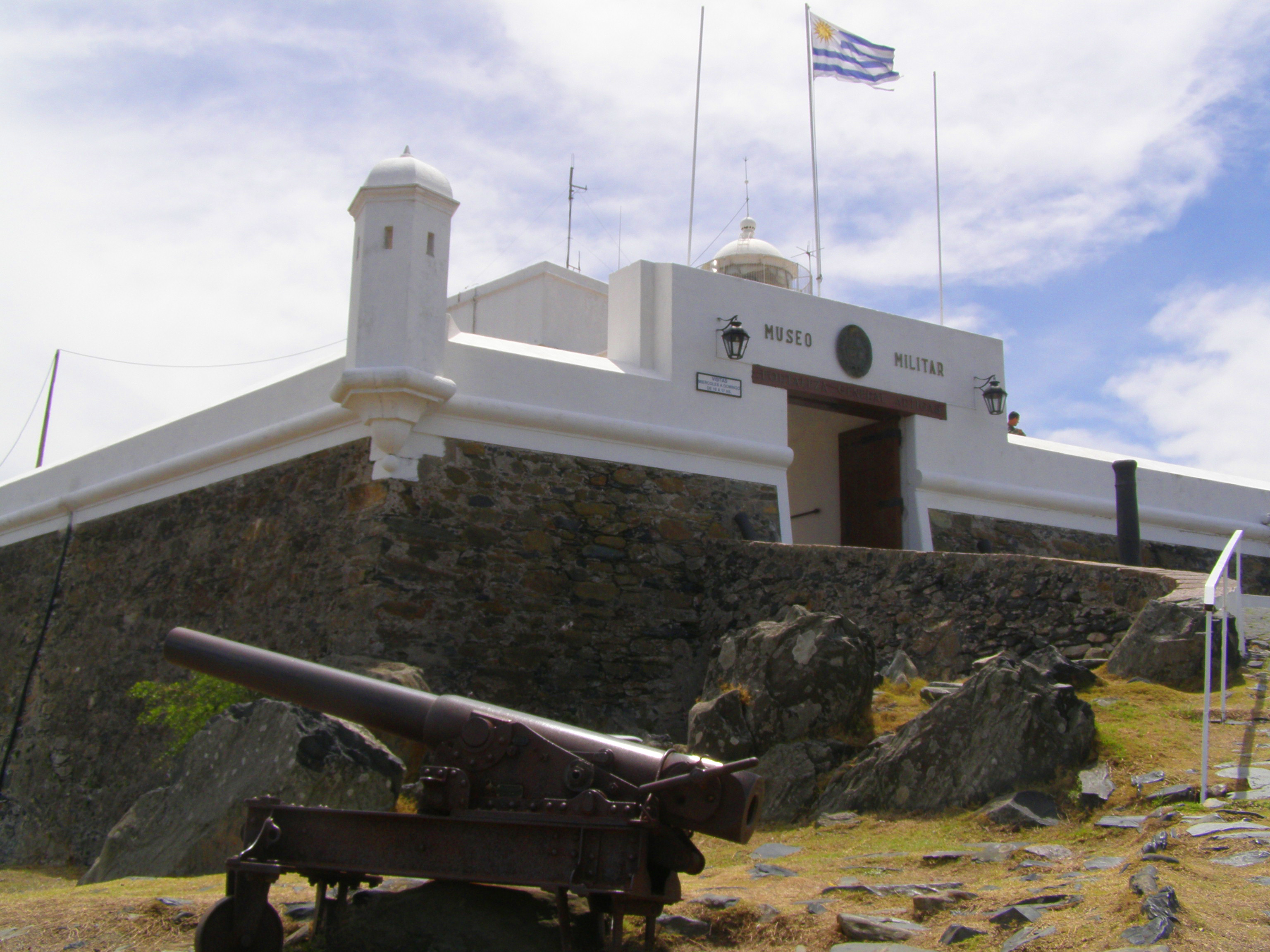
Fortaleza del Cerro de Montevideo.

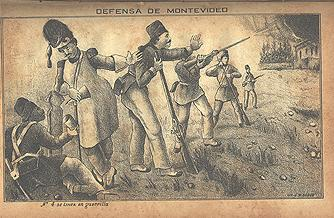
Defensa de Montevideo, se ve a integrantes de libertos, zapadores, cívicos y cazadores.

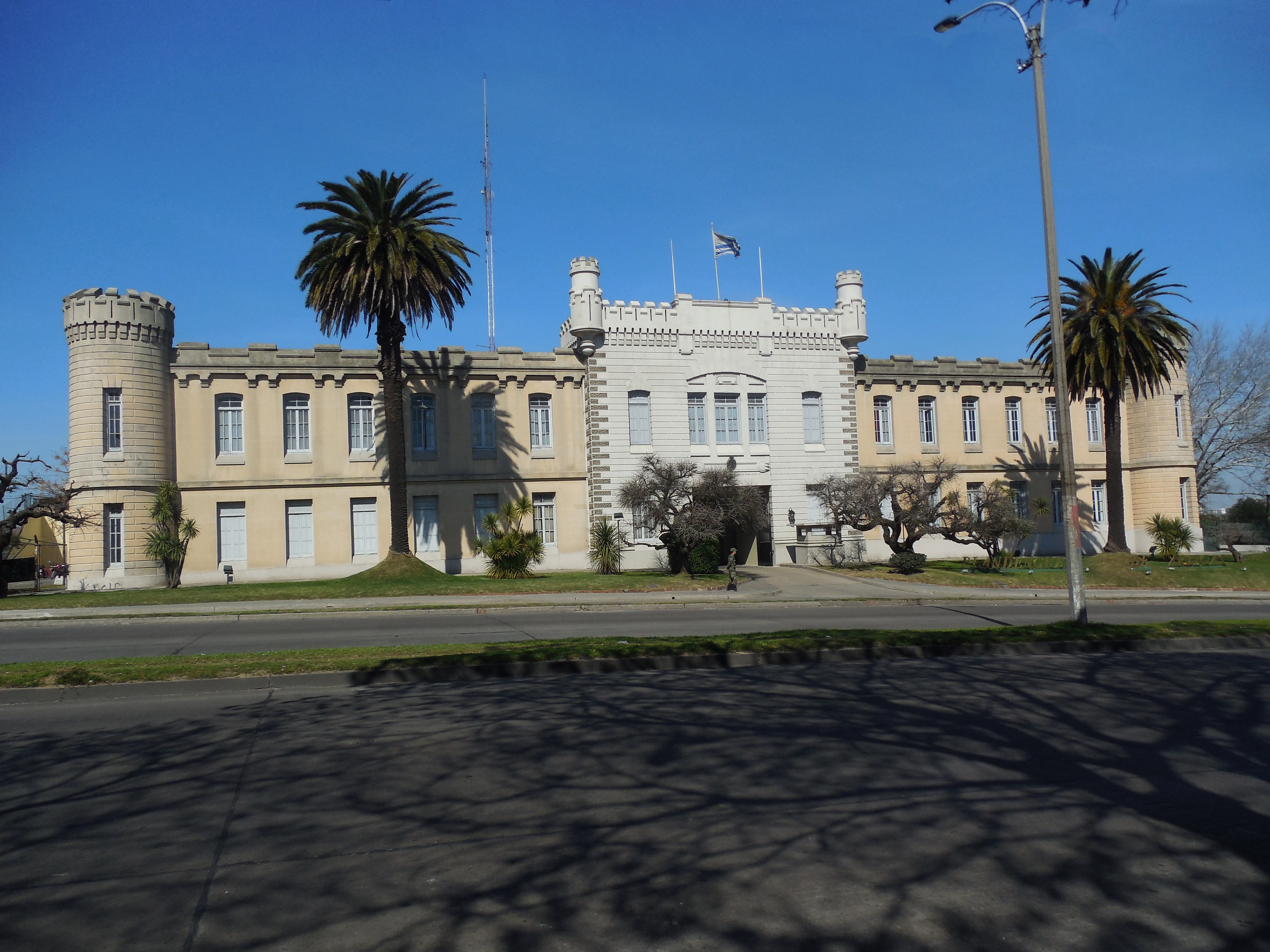
Regimiento Blandengues de Artigas de Caballería N.º 1, es la encargada de la custodia del Presidente de la República y de los restos del General José Gervasio Artigas.

Según la ley N° 9.943 del 27 de julio de 1940 el Ejército Nacional de Uruguay se compone de la siguiente manera:
- Ejército Activo, que comprende:
  1. Ejército Permanente: compuesto por voluntarios contratados de 18 a 45 años, organizados en cuatro divisiones y cinco armas. Éste constituye, en tiempo de paz, la fuerza efectiva del Ejército Nacional.
  2. Reserva Activa: constituida por todos los ciudadanos de 18 a 30 años de edad, hábiles para el servicio de las armas y sin hijos a su cargo.
  3. Fuerzas Auxiliares: constituidas por el personal asimilado de las tropas y servicios, por civiles en actividad en cualquiera de las dependencias del ministerio de Defensa Nacional y por las fuerzas policiales que pasen a depender de los Jefes de Región al iniciarse la movilización.
- Reserva Móvil: formada por los ciudadanos de 31 a 45 años, y por los ciudadanos de 18 a 30 años con hijos a su cargo. Está destinada, ya a reforzar las anteriores, a atender los servicios complementarios del Ejército Activo o para asegurar la ocupación de la zona de retaguardia.
- Reserva Territorial: formada por los ciudadanos de 46 a 60, a ser movilizados con la finalidad de asegurar el funcionamiento de los servicios indispensables a la vida del país y de los ejércitos, o para constituir las tropas de guarnición fuera de la zona de operaciones.

Su máximo jerarca militar es el Comandante en Jefe del Ejército, quien a su vez está subordinado al Presidente de la República, mando superior de las Fuerzas Armadas.

### Comandante en Jefe del Ejército
El Comandante en Jefe del Ejército es el máximo jerarca dentro del Ejército Nacional de Uruguay, que depende del mando superior compuesto por el presidente de la República actuando con el ministro de Defensa Nacional, o en Consejo de Ministros. El Comandante en Jefe del Ejército es designado por el Poder Ejecutivo entre los Oficiales Generales de la Fuerza. Quien haya sido designado como tal ostentará automáticamente el grado de General de Ejército.
Las misiones del Comandante en Jefe del Ejército son comandar al Ejército Nacional para el cumplimiento de sus misiones y tareas, asesorar y proponer al mando superior medidas para mejorar la estructura y empleo del Ejército.
Anteriormente, y de acuerdo con lo establecido en la Ley N.º 10.050 (Ley Orgánica Militar) de septiembre de 1941, el cargo del mando superior del Ejército Nacional correspondía al grado de Inspector General. En el artículo 4 de dicha ley se establece: «El mando superior de todas las Fuerzas Armadas corresponde al Presidente de la República actuando con el Ministro de Defensa Nacional, de quien dependen directamente el Inspector General del Ejército y el Inspector General de Marina.»

### Unidades históricas
El ejército cuenta con cinco unidades históricas destinadas a servicios de guardia y custodia protocolar de diversos organismos del Estado:
- Batallón "Florida" de Infantería N.º 1 "Gral. Eugenio Garzón": Unidad de custodia protocolar exclusiva del Poder Legislativo.
- Regimiento Blandengues de Artigas de Caballería N.º 1 y su Charanga "Grito de Asencio". Unidad protocolar exclusiva del Poder Ejecutivo, encargada de la custodia ceremonial del Presidente de la República y del mausoleo de José Gervasio Artigas.
- Compañía de Zapadores de 1837; Unidad de custodia protocolar exclusiva del Poder Judicial.
- Sección "Telegrafistas de 1923"; integrante del Batallón "Libertad o Muerte" de Comunicaciones N.º 1. Unidad Protocolar del Comando General del Ejército.
- Batería de Artillería Ligera de 1830, Grupo "Brigadier General Manuel Oribe" de Artillería 105 mm N.º 1

## Orden de batalla

### Comando General del Ejército
- Comandante en Jefe del Ejército
  - Gabinete del Ejército
- Estado Mayor del Ejército
  - Departamento de Ingenieros

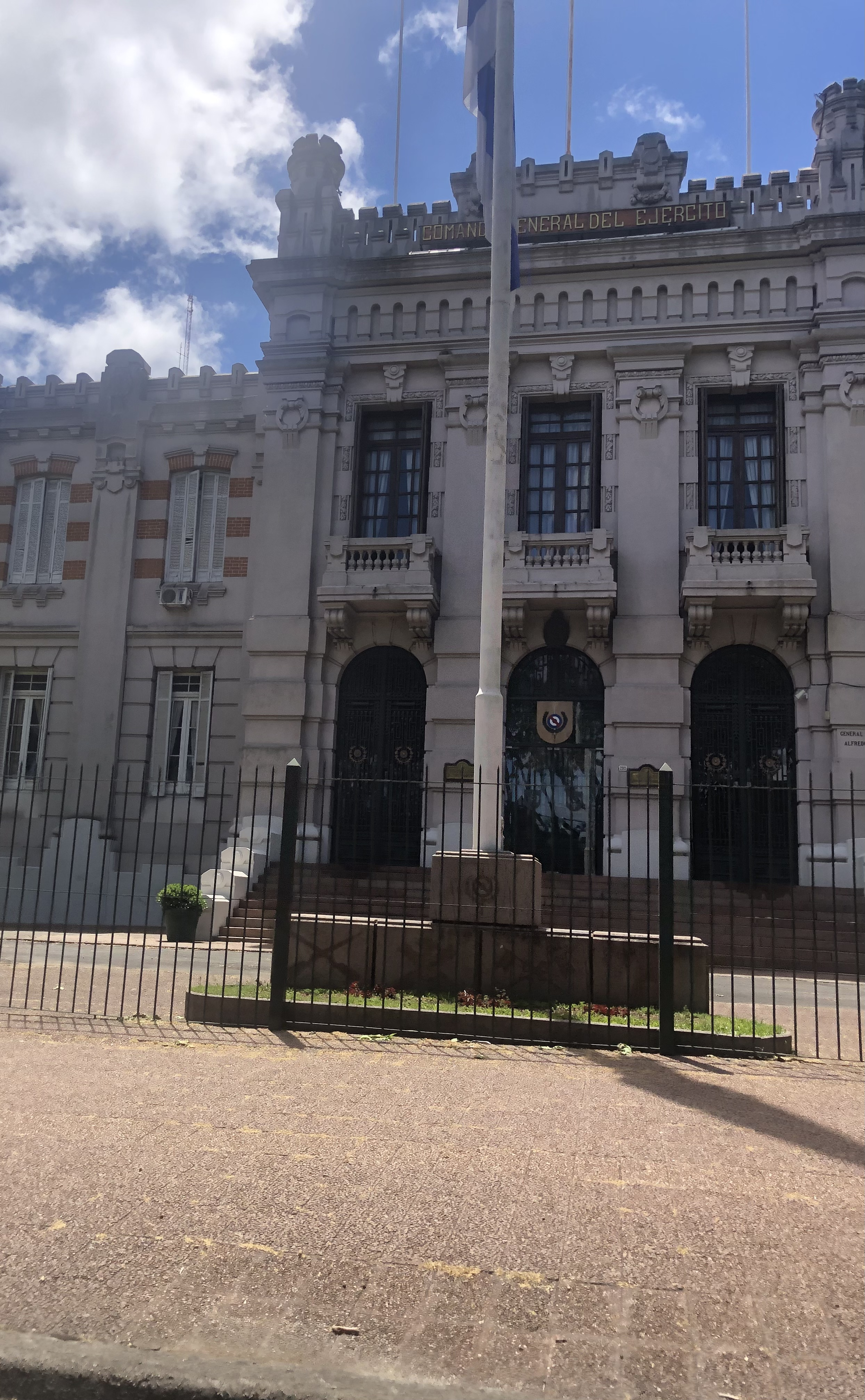
Comando General del Ejército

  - Departamento de Operaciones e Instrucción
  - Departamento de Asuntos Civiles y Bienestar Social
  - Centro de Operaciones del Ejército
- Estado Mayor Especialista
  - Cuartel General del Ejército
  - Escuela Nacional de Operaciones de Paz
  - Centro de Estudios Históricos del Ejército 
    - Museo Militar
    - Fortaleza de Santa Teresa
    - Fuerte de San Miguel
    - Fortaleza General Artigas
    - Museo del Regimiento de Caballería Blandengues de Artigas
    - Museo de Caballería "Arapey"
    - Museo del Arma de Ingenieros
    - Museo Batalla del Río de la Plata

  - Centro Coordinador de Operaciones de Paz

### División de Ejército I

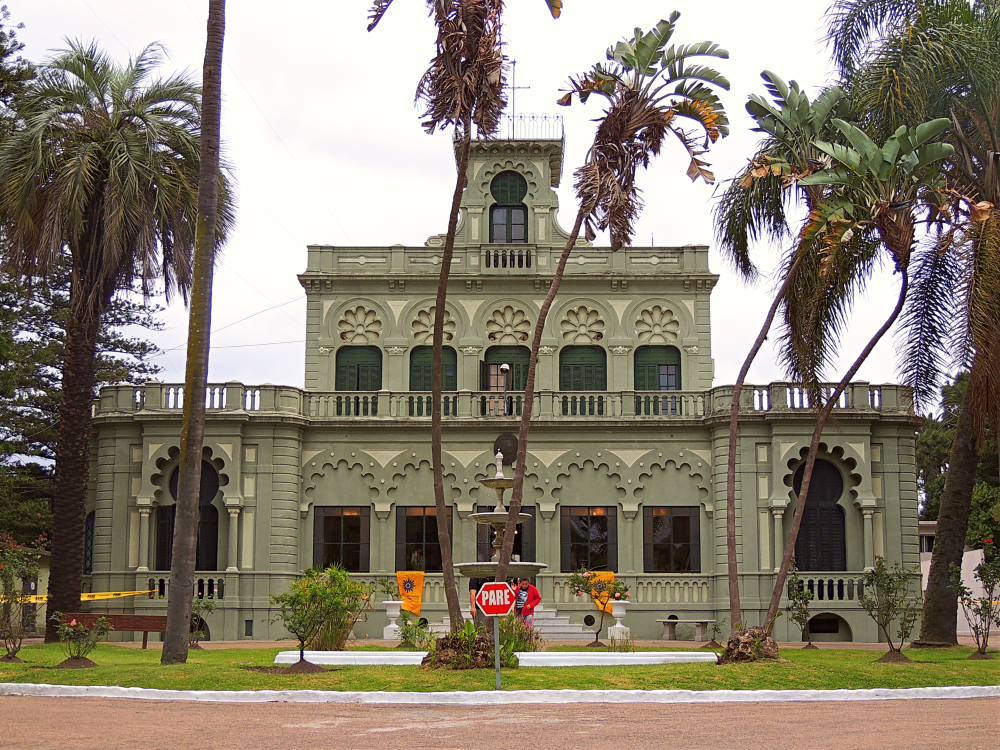
Palacio Eastman, sede de la División I del Ejército

- Comando de la División de Ejército I
- Brigada General Eugenio Garzón de Infantería N.º 1
  - Batallón Florida de Infantería N.º 1
  - Batallón Resistencia de Infantería Mecanizado N.º 2
  - Grupo de Escuadrones de Caballería Mecanizado N.° 1
- Brigada de Caballería N° 3
  - Regimiento de Caballería Mecanizado N.4
  - Batallón 24 de Abril de Infantería N.º 3
  - Regimiento Atanasildo Suárez de Caballería Mecanizado N.° 6
  - Grupo Brigadier General Manuel Oribe de Artillería 105 mm N.º 1
  - Batallón  General de Div. Roberto Riveros de Ingenieros de Combate N.º 1

### División de Ejército II
- Comando de la División de Ejército II
- Brigada General José de San Martín" de Infantería N.°2
  - Batallón Oriental de Infantería Mecanizado N.° 4
  - Batallón Asencio de Infantería N.º 5
  - Batallón Capitán Manuel Artigas de Infantería Mecanizado N.º 6
- Brigada de Infantería N.º 5
  - Batallón de Infantería Blindado N.º 13
  - Batallón de Infantería Mecanizado N.º 15
  - Regimiento Teniente General Pablo Galarza de Caballería Blindado N.° 2
  - Escuadrón Sarandí del Yí
  - Grupo Éxodo del Pueblo Oriental de Artillería N.º 2
  - Batallón Sarandí de Ingenieros de Combate N.º 2

### División de Ejército III

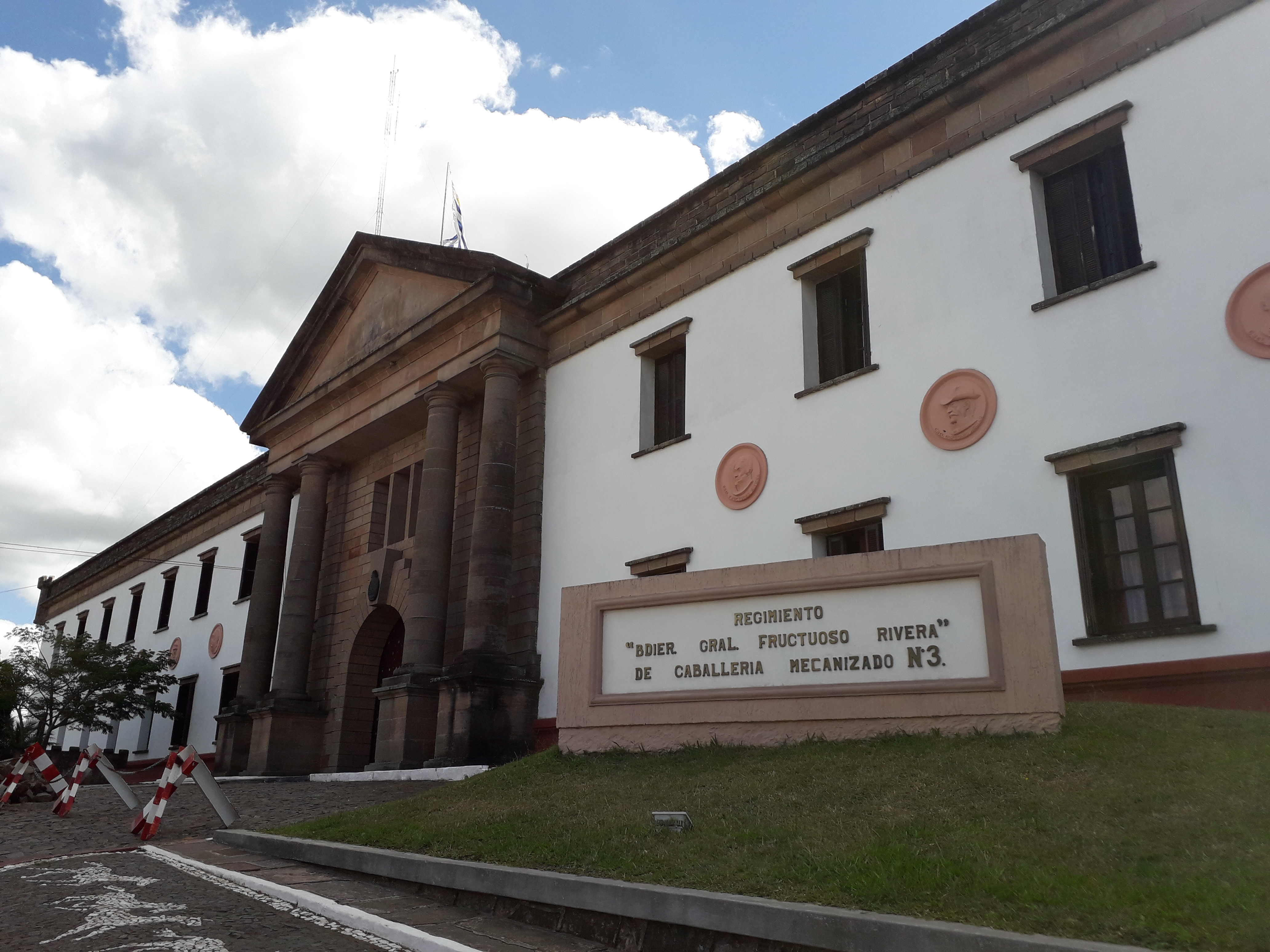
Regimiento Brigadier General Fructuoso Rivera de Caballería Mecanizado N.º 3 de la División III del Ejército

- Comando de la División de Ejército III
- Brigada Protector de los Pueblos Libres de Infantería N.° 3
  - Batallón Ituzaingó de Infantería N.º 7
  - Batallón General Leandro Gómez de Infantería Mecanizado N.º 8
  - Batallón Rincón de Infantería Mecanizado N.° 9
- Brigada de Caballería N.º 1
  - Regimiento Brigadier General Fructuoso Rivera de Caballería Mecanizado N.º 3
  - Escuadrón Vichadero
  - Regimiento Misiones de Caballería Blindado N.º 5
  - Regimiento Guayabos de Caballería Mecanizado N.° 10
  - Escuadrón Bella Unión
  - Grupo Las Piedras de Artillería 105mm N.º 3
  - Batallón Charrúa de Ingenieros de Combate N.º 3

### División de Ejército IV
- Comando de la División de Ejército IV
- Brigada de Infantería N.º 4
  - Batallón Treinta y Tres Orientales de Infantería Mecanizado N.º 10
  - Batallón Brigadier General Juan. Antonio Lavalleja de Infantería N.º 11
  - Batallón General Leonardo Olivera de Infantería Mecanizado N.º 12
- Brigada de Caballería N.º 2
  - Regimiento General Aparicio Saravia de Caballería Mecanizado N.° 7
  - Regimiento Patria de Caballería Blindado N.º 8
  - Destacamento Aceguá
  - Regimiento Dragones Libertadores de Caballería Mecanizado N.º 9
  - Grupo Cruzada Libertadora de 1825 de Artillería 105 mm N.° 4
  - Batallón General Celestino Bové  de Ingenieros de Combate N.º 4

### Reserva General del Ejército
- Comando General de la Reserva General del Ejército
  - Batallón de Infantería Paracaidista N.º 14
  - Regimiento Blandengues de Artigas de Caballería N.º 1
  - Artillería del Ejército y C.I.A.C.A.
  - Grupo de Artillería N.º 5
  - Grupo de Artillería de Defensa Antiaérea N.° 1
- Brigada de Ingenieros N.º 1 y Escuela de Ingenieros del Ejército
  - Batallón de Ingenieros de Construcciones N.º 5
  - Batallón Ansina de Ingenieros N.º 6
- Brigada de Comunicaciones N.° 1
  - Batallón Libertad o Muerte de Comunicaciones N.º 1
  - Batallón Jura de la Constitución de Comunicaciones N.° 2

### Sistema de Enseñanza del Ejército
- Liceo Militar General Artigas
- Escuela Militar de Uruguay
- Instituto Militar de Armas y Especialidades 
  - Escuela de Músicos del Ejército
  - Escuela de Administración Militar
  - Escuela de Formación y Capacitación de Oficiales de Reserva
  - Escuela de Educación Física y Tiro del Ejército
  - Escuela de Equitación del Ejército
- Instituto Militar de Estudios Superiores 
  - Escuela de Comando y Estado Mayor
  - Escuela de Estudios Superiores
  - Escuela de Estrategia del Ejército
  - Escuela de Ingeniería Militar
  - Escuela de Idiomas del Ejército
  - Escuela de Ingenieros del Ejército
  - Escuela de Comunicaciones del Ejército
  - Centro de Instrucción de Artillería de Campaña y Antiaérea "Coronel Antonio  Trifoglio"

- Centro de Instrucción de Material y Armamento

- Comisión de Ciencia y Tecnología del Ejército
- Centro de Instrucción de Blindados y Mecanizados para el Arma de Caballería
- Instrucción del Ejército del Uruguay

### Comando Logístico del Ejército

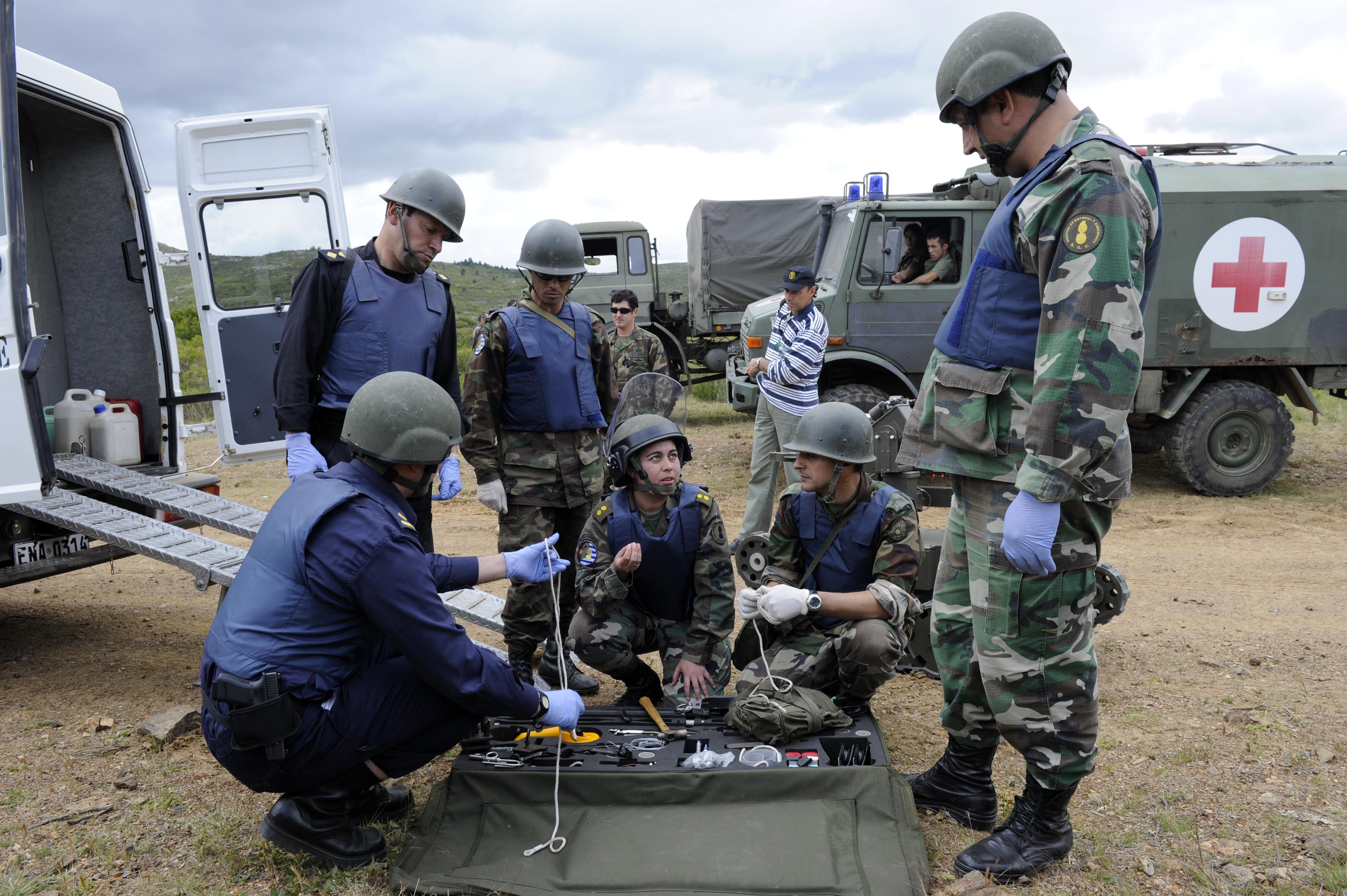
Entrenamiento de eliminación de artefactos explosivos (EOD)

- Servicio de Intendencia del Ejército
- Servicio de Cantinas Militares
  - Servicio de Material y Armamento
  - Registro Nacional de Armas
  - Brigada de Explosivos
  - Planta de Explosivos del S.M.A.
- Servicio de Parques del Ejército
  - Parque Nacional Santa Teresa
  - Parque Nacional San Miguel
- Servicio de Veterinaria y Remonta
- Campo Militar N.° 1 "Cerrillos"
- Campo Militar N.° 2 "Zapará"
- Campo Militar N.° 3 "Arerunguá"
- Campo Militar N.° 4 "Santa Teresa"
- Instituto Geográfico Militar
- Servicio Sanitario del Ejército
- Servicio de Transporte del Ejército

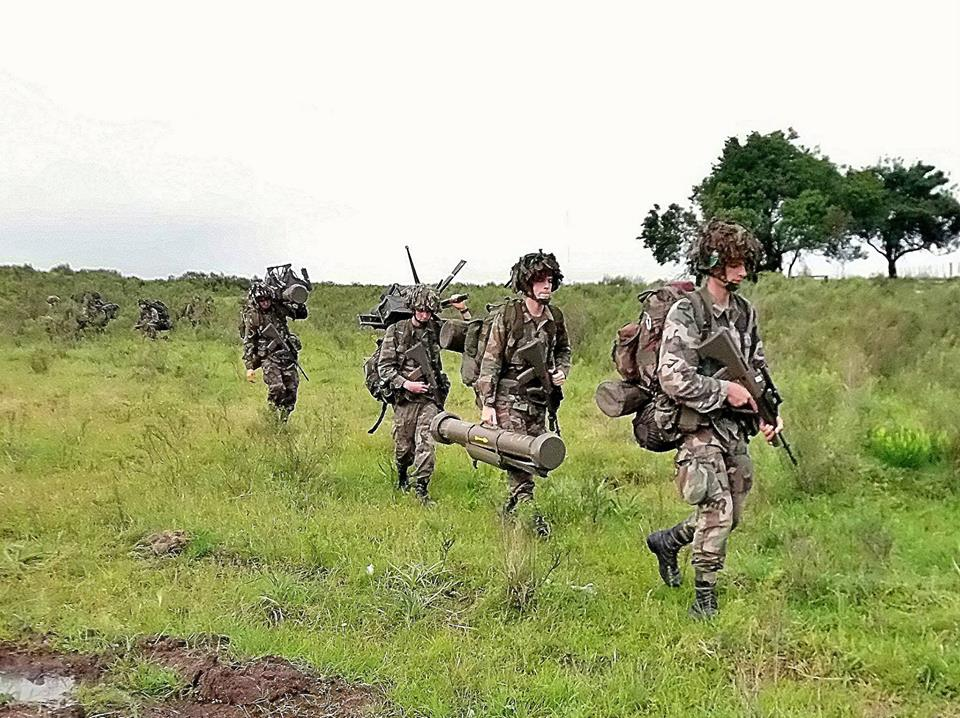
Soldados uruguayos portando un sistema de misil antitanques MILAN, año 2014.

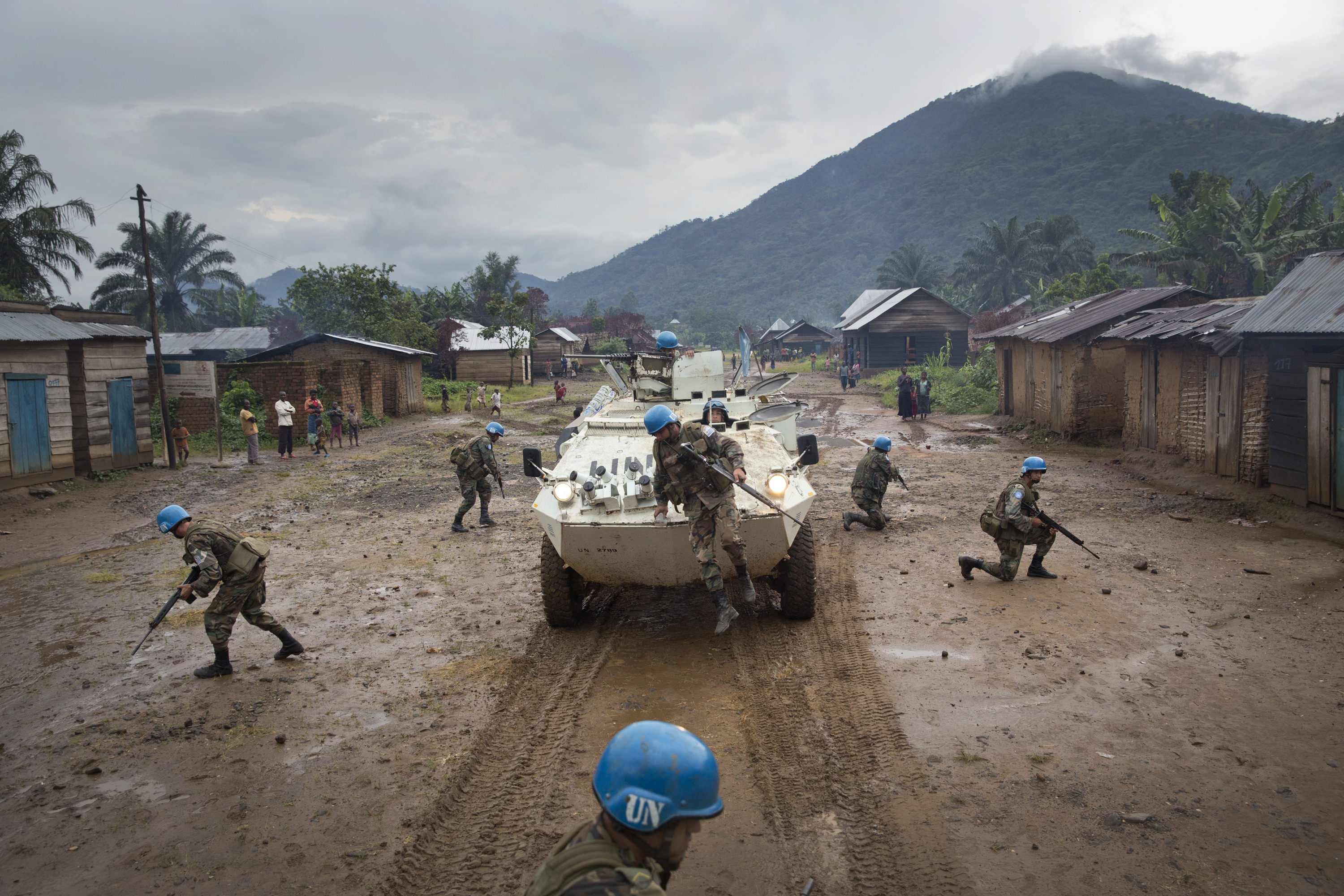
Soldados uruguayos en la misión de la MONUSCO, año 2013

## Condecoraciones
El sistema de condecoraciones actual del Ejército Nacional está integrado por tres distinciones: la Medalla al Mérito Militar, la Medalla 18 de mayo de 1811 y la Medalla al Valor Militar.

### Medalla al Mérito Militar

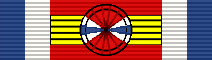
Distintivo de cinta de la Medalla al Mérito Militar.

La Medalla al Mérito Militar es la condecoración de máxima jerarquía en el sistema de condecoraciones militares vinculadas al Ejército Nacional, que reconoce a civiles y militares, sean nacionales o extranjeros, así como a unidades militares, por sus servicios de relevancia o contribuciones distinguidos al Ejército Nacional, o en el caso de las unidades militares, por su desempeño excepcional en combate.
La concede el presidente de Uruguay actuando en acuerdo con el ministro de Defensa Nacional, a propuesta del Comandante en jefe del Ejército.
Se divide en tres clases o grados: I) Oficiales generales y civiles similares, II) Oficiales superiores y civiles similares, y III) Jefes y oficiales y civiles similares.

### Medalla 18 de mayo de 1811

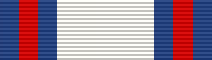
Distintivo de cinta de la Medalla 18 de mayo de 1811.

La Medalla 18 de mayo de 1811 es una condecoración militar de Uruguay, segunda en jerarquía tras la Medalla al Mérito Militar, otorgada por el Comandante en Jefe del Ejército a civiles o militares, nacionales o extranjeros, por servicios meritorios al Ejército Nacional de Uruguay. Esta medalla se creó en 1997 como la segunda medalla en jerarquía después de la Medalla al Mérito Militar.
La medalla se otorga en tres grados: I) Oficiales Generales y similares civiles, II) Oficiales Superiores y similares civiles, y III) Jefes, Oficiales, personal subalterno y similares civiles.

### Medalla al Valor Militar

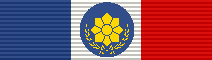
Distintivo de cinta de la Medalla al Valor Militar.

Esta medalla, creada en el año 2007 y tercera en jerarquía, se otorga al personal militar que hubiera protagonizado hechos o acciones de características sobresalientes durante el cumplimiento del servicio. Con esta distinción se busca reconocer estos hechos o actos durante el cumplimiento de las obligaciones del servicio que enaltecen la imagen y prestigio de la Fuerza, además de constituir actos de valor o heroísmo, sirviendo de ejemplo para todos los integrantes del Ejército.
La medalla la otorga el Comandante en jefe del Ejército a partir de la propuesta de una Comisión Asesora, y se concede en dos grados: I) Primer Grado «Heroísmo» y II) Segundo Grado «Destacado Valor».

## Misiones de Paz
Uruguay cuenta con más de 1057 soldados en 12 misiones pacíficas de la Organización de las Naciones Unidas. Las tropas más grandes se encuentran en la República Democrática del Congo, mientras que en la península de Sinaí se encuentran 85 efectivos.

## Material

### Vehículos blindados
| Vehículo       | En servicio | Tipo                                             | Origen                          | Foto                    |
| -------------- | ----------- | ------------------------------------------------ | ------------------------------- | ----------------------- |
| Ti-67          | 15          | Carro de Combate Principal (MBT)                 | Unión Soviética Israel          |                         |
| M41C/M41A1-UR  | 47          | Carro de Combate Ligero Infantería y Caballería  | Estados Unidos                  |                         |
| BMP-1          | 15          | Vehículo de Combate de Infantería (IFV)          | Unión Soviética                 |                         |
| Cóndor UR-425  | 55          | Vehículo Blindado de Transporte de Tropas (APC)  | Alemania                        |                         |
| EE-09 Cascavel | 15          | Vehículo Mediano de Reconocimiento de Caballería | Brasil                          |                         |
| M113           | 24          | Vehículo Blindado de Transporte de Tropas (APC)  | Estados Unidos                  |                         |
| EE-3 Jararaca  | 16          | Vehículo Liviano de Reconocimiento de Caballería | Brasil                          | Imagen de EE-3 Jararaca |
| EE-11 Urutu    | 11          | Vehículo Blindado de Transporte de Tropas (APC)  | Brasil                          | Imagen de EE-11 Urutu   |
| AVGP           | 148         | Vehículo Blindado de Transporte de Tropas (APC)  | Suiza · Canadá · Estados Unidos |                         |
| GAZ Vodnik     | 48          | Vehículo Blindado                                | Rusia                           |                         |
| RM-70          | 4           | Lanzacohetes Múltiple (MRL)                      | Checoslovaquia                  |                         |
| 2S1 Gvozdika   | 6           | Artillería Autopropulsada (SPA)                  | Unión Soviética                 |                         |
| M-108          | 10          | Artillería Autopropulsada (SPA)                  | Estados Unidos                  |                         |

### Armamento Individual de Infantería
- Browning GP-35 (Pistola Estándar de 9 mm)
- Glock 17. Pistola Calibre 9 mm.
- Heckler & Koch P30. Pistola Calibre 9 mm utilizada por Fuerzas Especiales.
- Heckler & Koch P2000. Pistola Calibre 9 mm.
- FMK-3. Subfusil Calibre 9 mm.
- Heckler & Koch MP5. Subfusil Calibre 9 mm. (Batallón de Infantería Paracaidista N.º 14)
- Heckler & Koch MP7. Subfusil calibre 4,6 mm. (Batallón de Infantería Paracaidista N.º 14)
- Heckler & Koch UMP. Subfusil Calibre .45 (Batallón de Infantería Paracaidista N.º 14)
- FN FAL (Fusil de Asalto Estándar de Calibre 7,62 mm)
- Steyr AUG A2 (Fusil de Asalto Estándar de Calibre 5,56 mm)
- Heckler & Koch G36. Fusil de Asalto Calibre 5,56 mm. (Versiones E, K, C y MG36, Batallones 13 y 14)
- AK-101/AK-102. Fusil de Asalto Calibre 5,56 mm.
- FN MAG. Ametralladora Calibre 7,62 mm.
- Rheinmetall MG3. Ametralladora Calibre 7,62 mm.
- M1919. Ametralladora Calibre 7,62 mm.
- M2HB-QCB. Ametralladora Calibre 12,7 mm.
- HK MSG 90A2. Fusil Francotirador Calibre 7,62 mm.
- Accuracy International Arctic Warfare. Fusil Francotirador Calibre 7,62 mm.
- CZ 550. Fusil Francotirador
- Steyr SSG 69. Fusil Francotirador
- Steyr SSG Carbon. Fusil Francotirador
- Steyr SSG 04A1. Fusil Francotirador
- Steyr HS 50. Fusil Francotirador Calibre 12,7 mm.
- McMillan Tac-50. Fusil Francotirador Calibre 12,7 mm.
- Peregrino FS50. Fusil Francotirador Calibre 12,7 mm. (Fusil de producción nacional)

### Piezas de Artillería Personal
Lanzagranadas
- GP-25/GP-30. Lanzagranadas de 40 mm.
- Steyr GL 40. Lanzagranadas de 40 mm.
- CIS 40 AGL. Lanzagranadas de 40 mm.
- Heckler & Koch HK69A1. Lanzagranadas de 40 mm.

Morteros
- ECIA. Commando Mortero de 60 mm.
- L-65/81. Mortero de 81 mm.
- L-65/120. Mortero de 120 mm.

### Armamento Antitanque
- RPG-7V1. Granada propulsada por cohete.
- ATGL-L5. Granada propulsada por cohete, fabricación bajo licencia del RPG-7.
- MILAN. Misil Antitanque.
- M40A1. Cañón sin retroceso de 105 mm.

### Artillería Antiaérea
- Bofors. Cañón Automático de 40 mm.
- M167 VADS. Cañón Automático de 20 mm.
- Hispano-Suiza HS.404. Cañón Automático de 20 mm.

### Obúses
- M114. Obús de 155 mm.
- M-101. Obús de 105 mm.
- M-102. Obús de 105 mm.

## Industrias del Ejército
El Servicio de Material y Armamento del Ejército Nacional, a través de la Planta de Explosivos del Servicio de Material y Armamento (PESMA), fabrica y comercializa material para el uso de la industria de la minería PESMA, con certificación del Laboratorio Tecnológico del Uruguay (Sistemas).

## SigloXXI
En los años 2007 y 2008 se realizó un concurso para la sustitución de los FN FAL, por un fusil más moderno. El ganador fue el Steyr AUG el cual iría reemplazando paulatinamente a los fusiles actuales. También se compraron fusiles de asalto Heckler & Koch G36 el cual equipa al Batallón de Infantería Blindado N.º 13 y al Batallón de Infantería Paracaidista N.º 14. Este último es una unidad de élite del Ejército la cual se compone de tres Compañías: Paracaidistas «Fantasmas», Compañía de Comandos «General Artigas» y la Compañía Especial Antiterrorista «Escorpión». El Ejército tiene el control de la tenencia, producción e importación de las armas en el territorio nacional a través del Registro Nacional de Armas (RNA). En 2018 el Ejército Nacional recibió 25 tanques M-41C del Ejército del Brasil. Los asignaría al Batallón de Infantería Blindado N.º 13.

## Rangos

### Oficiales (generales)
| Uruguay | General del Ejército | General |

### Oficiales
| Uruguay | Coronel | Teniente Coronel | Mayor |

| Uruguay | Capitán | Teniente | Subteniente | Alférez |

### Suboficiales
| Uruguay          |             |          |
| Suboficial Mayor | Sargento 1ª | Sargento |

### Tropa
| Uruguay    |            |
| Cabo de 1ª | Cabo de 2ª |

### Alistados
| Uruguay | Soldado 1ª | Aprendiz |